# Уорга
Уорга (якут. Уорҕа) — посёлок в Чурапчинском улусе Якутии. Входит в состав Хадарского наслега.

## География
Посёлок расположен в таёжной зоне в 15 км к юго-востоку от селаЮрюнг-Кюёль, административного центра наслега.

## Население
| 2002 | 2010 | 2021 |
| ---- | ---- | ---- |
| 83   | ↘50  | ↗62  |

## Улицы
В посёлке имеются две улицы: Оргинская и Тайаа. 

## Ссылка
- sakha.gov.ru — официальный сайт информационного портала Республики Саха (Якутия)